# جمعية السيدات العربيات في فلسطين
جمعية السيدات العربيات في فلسطين المعروفة أيضا باسم جمعية السيدات العربيات ولجان السيدات العربيات
هي منظمة نسائية فلسطينية، تأسست من قبل اللجنة التنفيذية للسيدات العربيات التي تشكلت في القدس في الانتداب البريطاني على فلسطين في أول مؤتمر للمرأة العربية الفلسطينية في 26 أكتوبر 1929.

## التأسيس
أسفرت ثورة البراق عام 1929 عن تعبئة وطنية فلسطينية. وقد أدى ذلك إلى تأسيس اللجنة التنفيذية للسيدات العربيات. كانت أول منظمة نسائية في فلسطين، ونقطة انطلاق الحركة النسائية الفلسطينية.
نظمت الرابطة واستضافت المؤتمر الأول للمرأة العربية الفلسطينية أو المؤتمر الأول للمرأة العربية في القدس عام 1929. وكان المؤتمر أول مؤتمر نسائي دولي في العالمين العربي والإسلامي، وسلف المؤتمر النسائي الشرقي الأول. وخلال المؤتمر، أسست اللجنة التنفيذية للمرأة العربية جمعية المرأة العربية في فلسطين. وحددت أهداف الرابطة على النحو التالي:
«العمل من أجل تطوير الشؤون الاجتماعية والاقتصادية للمرأة العربية في فلسطين، والسعي إلى تأمين توسيع المرافق التعليمية للفتيات، واستخدام كل الوسائل الممكنة والقانونية للارتقاء بمكانة المرأة».
أما مؤسّسات الجمعية فهنّ وحيدة الخالدي (رئيسة)، ومتيل مغنم وكاترين ديب (أمينة سر)، وشاهندة دزدار (أمينة صندوق)، ونعمتي الحسيني، وطرب عبد الهادي، وماري شحادة، وأنيسة الخضراء، وخديجة الحسيني، ووديعة النشاشيبي، وميليا السكاكيني، وزليخة الشهابي، وزكية البديري، وفاطمة الحسيني، وزهية النشاشيبي، وسعدية العلمي.

## النشاط
شكلت جمعية السيدات العربيات فروعا لها في العديد من المدن والبلدات الفلسطينية، وأصبحت المنظمة الرائدة للحركة النسائية الفلسطينية.
كانت نشطة في الاحتجاجات العربية ضد الانتداب البريطاني: فقد أثبتت دعمها للأسرى والثوار في ثورة 1936–1939، واحتجت ضد السلطات البريطانية، وحشدت الدعم الدولي والإقليمي للحركة الوطنية الفلسطينية.

## انقسام
في عام 1938، حضرت جمعية المرأة العربية مؤتمر المرأة الشرقية للدفاع عن فلسطين في القاهرة. في عام 1944، انقسمت جمعية السيدات العربيات إلى جمعية السيدات العربيات الأصلي والاتحاد النسائي العربي، الذي تأسس رسميا باسم الاتحاد النسوي العربي (AFU) بعد مؤتمر المرأة العربية لعام 1944.
واستمرت جمعية المرأة العربية في العمل، ولا سيما في شكل جمعية خيرية في القدس.